# Ischyronemertes tetrophthalma
Ischyronemertes tetrophthalma är en djurart som tillhör fylumet slemmaskar, och som beskrevs av Gibson 1990. Ischyronemertes tetrophthalma ingår i släktet Ischyronemertes och familjen Emplectonematidae. Inga underarter finns listade i Catalogue of Life.